# Louis Edmond Antoine Le Picard de Phélippeaux
Louis Edmond Antoine Le Picard de Phélippeaux (* 1. April 1767 in Angles-sur-l’Anglin; † 1799 in Akkon) war ein französischer royalistischer Artillerieoffizier, der nach seiner Emigration in den Dienst Großbritanniens trat.

## Leben
Er ist der einzige Sohn von Louis Le Picard de Phélippeaux, Offizier im Régiment de Fleury, und Louise de La Châtre. Von seinen Eltern für den Militärdienst vorgesehen, besuchte er als 16-Jähriger die École royale militaire in Paris, wo Napoleon Bonaparte sein Mitschüler und Rivale wurde: dem napoleonischen Mythos zufolge musste sich während der Ausbildung der Feldwebel Pierre Marie Auguste Picot de Peccaduc zwischen Bonaparte und Phélippeaux drängen, um sie daran zu hindern, sich gegenseitig zu treten, und erhielt selbst dabei Fußtritte von beiden Kontrahenten. Sowohl Bonaparte als auch Phélippeaux erhielten nach der Prüfung am 1. September 1785 ein Offizierspatent, wobei Phélippeaux als 41. und Bonaparte als 42. geführt wurde. Phélippeaux wurde ins Régiment de Besançon artillerie aufgenommen; 1789 wurde er zum Hauptmann des Regiments befördert. Im Juli 1789 kommandierte er eine der Batterien, die die Ansammlungen auf der Place Louis XV auflösen sollten.

## Emigration
Zwei Jahre später legte er sein Amt nieder und emigrierte von Frankreich nach Großbritannien. Vier Jahre lang diente unter dem Herzog von Enghien in der Armee der Emigranten. Angeblich nahm er 1792 an der Kanonade von Valmy und der Schlacht bei Jemappes teil. 1795 schleuste er sich in Frankreich ein, um einen Aufstand im Berry zu organisieren. Am 2. April 1796 (13. Germinal IV) eroberte er die Stadt Sancerre. Am 9. April (20. Germinal IV) wurde er von dem republikanischen General Simon Canuel verhaftet, und sein Plan war gescheitert. Er wurde nach Bourges gebracht, konnte aber am Vorabend seiner Hinrichtung mit Hilfe eines Verwandten fliehen. Er wandte sich nach Paris und nahm seine konterrevolutionären Aktivitäten außerhalb der Stadt wieder auf.

## Feind der Republik
1797 organisierte er den Ausbruch des englischen Marineoffiziers William Sidney Smith aus dem Temple-Gefängnis. Gleichzeitig plante er, drei Royalisten und zwei Personen, die ihm bei seiner Flucht geholfen hatten, zu befreien. Zu dem aufwändigen Plan gehörte der Bau eines Tunnels von einem nahe gelegenen Haus zum Gefängnis; der Plan scheiterte jedoch und Phélippeaux musste sich neu organisieren. Bei seinem zweiten Versuch konnte er mit Hilfe der Tochter eines Gefängniswärters mit den Gefangenen in Kontakt treten.
Phélippeaux besorgte falsche Papiere und gab sich am 24. April 1798 im Temple-Gefängnis als Polizeikommissar aus; er legte – in Begleitung von vier falschen Gendarmen – einen Befehl vor, der angeblich vom Minister für Marine und Kolonien unterzeichnet war, und erreichte die Freilassung von Smith und den fünf weiteren Gefangenen. Die Gruppe kam in einem sicheren Haus in der Rue de l’Université unter, und am nächsten Morgen führte Phélippeaux sie nach Rouen, wo sie im Haus eines Royalisten mit gefälschten Pässen ausgestattet wurden. Anschließend reiste die Gruppe in Seemannskleidung nach Honfleur. Phélippeaux charterte ein kleines Fischerboot, auf dem sie im Ärmelkanal zu einem britischen Schiff gebracht wurden. Am 7. Mai 1798 landeten sie in Portsmouth und kamen am nächsten Morgen in London an. Phélippeaux wurde hier dank Smiths Einflusses zum Oberst der britischen Armee ernannt.

## Die Belagerung von Akkon
Im Oktober 1798 erhielt Sidney Smith den Befehl über ein Linienschiff, mit dem er 1799 in Begleitung Phélippeaux‘ ins Mittelmeer segelte. Zusammen mit seinem Bruder James Spencer Smith, inzwischen britischer Gesandter in Konstantinopel, bewog er die Hohe Pforte zu einem Bündnis, das die Vertreibung der Franzosen aus Ägypten bezweckte. Hierauf segelte er an die levantinische Küste, wo das französische Expeditionsheer unter Napoleon Bonaparte gerade begann die Stadt Akkon zu belagern. Phélippeaux wurde dem Gouverneur Cezzâr Ahmed Pascha vorgestellt, zu dessen Amtsbezirk Akkon gehörte, um diesen bei der Verteidigung der Stadt zu unterstützen.
Phélippeaux inspizierte die mittelalterlichen Mauern und Bastionen und stellte fest, dass sie bröckelten. Außerdem hatte Akkon nur wenige dem Meer zugewandte Kanonen. Er überzeugte den Gouverneur von der Lage, der Phélippeaux Arbeiter zur Verfügung stellte, um die Risiken zu verringern. Phélippeaux ließ die Mauern verstärken, Kanonen aufstellen, Schützengräben ziehen und den Festungsgraben auszuheben; die neuen Gräben ließ er hinter den alten Befestigungsanlagen anlegen, so dass eine doppelte Barriere entstand. Nachdem Smith Bonapartes Artillerie erbeutet hatte, konnte Phélippeaux die Geschütze in der Festung installieren.
Dank Phélippeaux’ Anstrengungen gelang es den Verteidigern, Bonapartes Belagerung, die vom 20. März bis zum 21. Mai 1799 anhielt, abzuwehren.

## Tod und Nachrufe
Louis Edmond Antoine Le Picard de Phélippeaux starb kurz nach dem Ende der Belagerung in Akkon an der Pest oder an Erschöpfung. Sidney Smith schrieb über den Tod von Phélippeaux: „Oberst Phélippeaux, der Ingenieur, ist als Opfer seines Dienst gefallen; mangelnde Ruhe und Sonneneinstrahlung haben ihm ein Fieber beschert, an dem er gestorben ist.“ Und Bonaparte erinnerte sich in seinem Exil auf St. Helena, dass Phélippeaux einen enormen Einfluss auf sein Leben hatte: „Ohne ihn hätte ich den Schlüssel zum Orient an mich genommen, wäre ich auf Konstantinopel marschiert, hätte ich den Thron des Orients wieder aufgebaut.“